# Tribometrie

Prinzip einer Messung der Reibung

Die Tribometrie beschäftigt sich mit dem Messwesen auf dem Gebiet der Tribologie. Das Wort leitet sich von dem griechischen τρίβειν (= tribein), deutsch reiben, abnutzen, und dem griechischen Wort μέτρα (= metra), deutsch Maß, Pegel, ab. Gemessen werden die Kräfte, die bei einer Relativbewegung an Oberflächen auftreten. Beispiele tribologischer Systeme sind im Maschinenbau Reibung und Verschleiß zwischen Festkörpern (zum Beispiel Bremsen, Reifen) oder auch zwischen Festkörpern und Flüssigkeiten (zum Beispiel Achslager, Schmieröl) sowie zwischen Festkörpern und Gasen (zum Beispiel Gasturbine). Die gemessenen Kräfte sind keine Stoffeigenschaften, sondern Messgrößen eines komplexen tribologischen Systems.
Ein Grundprinzip einer tribometrischen Messung hat bereits Leonardo da Vinci im Jahr 1493 skizziert. Das Prinzip ist im Bild oben links dargestellt. Ein Körper wird auf einer Fläche durch ein Seil gezogen. Das Seil wird über eine Rolle von einem Gewicht angespannt. Wenn die Kraft des Gewichtes die Reibungskräfte übersteigt, so wird der Körper auf der Fläche nach rechts gezogen.
Die eingesetzten Prüfmaschinen werden Tribometer genannt. Die tribologische Prüftechnik ist das wichtigste Hilfsmittel bei der Optimierung tribologischer Systeme. Obwohl in vielen Bereichen des täglichen Lebens und der Wissenschaft Computer die Arbeit übernommen haben, sind und bleiben mechanisch-dynamische Prüfungen auf Prüfständen in der tribologischen Forschung und Entwicklung unersetzlich. Sie sind notwendig, um unter Berücksichtigung von Kosten und Nutzen tribologische Systeme zu entwickeln und zu optimieren.